# 藤田雅幸
藤田 雅幸（ふじた まさゆき、1975年2月22日 - ）は、石川県金沢市出身の格闘家。空手出身のヘビー級の現役プロキックボクサー。総合格闘技ルールでも活躍。
金沢市のキックボクシングジム『LA GYM JAPAN』の代表
また、北陸最大級の格闘技イベントの『SAMURAIあばれ祭』の主催者

## 経歴
17歳の頃、極真空手新神田道場に入門。23歳の頃、新人戦で優勝。2002年、2003年と連続で北信越チャンピオン。同年8月、「一撃東京大会」でプロデビュー。2005年5月にも、「一撃」に出場。空手出身の格闘家。
1975年 金沢市に生まれる
1992年 高校時代 空手に出会う
1998年 極真石川県新人大会で優勝
2000年 極真全国大会出場
2001年 極真全国大会出場
2002年 極真全国大会出場　極真空手北信越大会で優勝　一撃に出場 判定で初勝利
2003年 極真空手大会北信越チャンピオンになる　極真空手第19回ウエイト制全国大会重量級4位になる　全試合1本勝ち　極真全国大会出場
2004年 一撃 日本武道館大会に出場　ボクシングイベント出場　渡米マックトレーナーの元 修行
2005年 一撃 代々木大会に出場　ボクシングイベント出場
2006年 あばれ祭り開催
2010年 11.21復帰戦 KO勝ち
2011年 SAMURAIあばれ祭5 メインイベント2R KO勝利
2012年 SAMURAIあばれ祭6 1R 40秒 KO勝ち MMAタイトル奪取　ヘビー級チャンピオン
2013年 SAMURAIあばれ祭7 スーパーベビー級タイトルマッチ　メインイベント 2R KO勝ち　Sヘビー級チャンピオン
2014年 SAMURAIあばれ祭8 スーパーヘビー級タイトルマッチ　メインイベント 2R KO勝ち防衛成功 1回目の防衛成功
2015年 SAMURAIあばれ祭9 スーパーヘビー級タイトルマッチ　メインイベント 2R KO勝ち防衛成功 2回目の防衛成功